# Otaku : fils de l'empire du virtuel
 (janvier 2022).
Si vous disposez d'ouvrages ou d'articles de référence ou si vous connaissez des sites web de qualité traitant du thème abordé ici, merci de compléter l'article en donnant les références utiles à sa vérifiabilité et en les liant à la section « Notes et références ».
Pour plus de détails, voir Fiche technique et Distribution.
Otaku : fils de l'empire du virtuel est un documentaire français réalisé par Jean-Jacques Beineix et Jackie Bastide. Le film a été diffusé en 1994 sur France 2 et Canal+.

## Synopsis
Le mot « otaku » désignant des collectionneurs ou des personnes passionnés, est apparu dans les années 1980 au Japon.
Les otakus mettent toutes leurs économies, leur temps et leur énergie à collectionner des objets relevant de domaines qui les passionnent.
Jean-Jacques Beineix filme et interviewe des jeunes japonais qui se plongent dans son univers.

## Fiche technique
- Titre : Otaku : fils de l'empire du virtuel
- Réalisation : Jean-Jacques Beineix et Jackie Bastide
- Scénario : d'après une enquête d'Étienne Barral
- Musique : Reinhardt Wagner, Daniel Lacoste, Miri Uchida, Laurent Desmurs
- Photographie : Jean-Jacques Beineix et Rémy Boudet
- Montage : Jackie Bastide
- Son : Hitoshi Yamaguchi, Shoichi Morishita
- Pays d'origine :  France
- Genre : documentaire
- Durée : 169 minutes, 52 minutes (version télé)
- Date de diffusion : en 1994 sur France 2 et Canal+

## Distinctions
- 1er prix au Festival International de l’environnement – France 1995

## Anecdote
- Jean-Jacques Beineix a séjourné au Japon pendant 3 mois pour tourner ce documentaire.
- Seule version courte a été diffusée sur l’antenne. Il existe aujourd’hui la version longue du film sur DVD édité par M6 qui a également édité l’œuvre de Jean-Jacques Beineix en DVD.
- On y voit le réalisateur Sion Sono lorsqu'il faisait partie du projet Tokyo Gagaga.

## Controverse
- Ce documentaire a été diffusé entre 1993 et 1995 dans de nombreux pays étrangers dont la Grande-Bretagne, l'Allemagne, la Suisse, le Canada et la Suède. Après sa diffusion et de la même façon qu'en France, la presse étrangère s'est inquiétée de ce nouvel aspect de la culture japonaise qui arrivait dans les pays occidentaux. Un article du Tribe Time de novembre 1995 se concluait par « ce reportage alarmant s’achève par cette interrogation : ne sommes-nous pas, nous aussi, des « otaku » en devenir ? ».